# Leader Summaries
Leader Summaries, fundada en el año 2003, es una empresa española que elabora resúmenes de libros de temática empresarial. Cada libro resumido está disponible en lengua española.
Leader Summaries está adherida al programa Cultura en positivo, iniciativa del Ministerio de Cultura de España que pretende concienciar de la variada oferta en Internet de contenidos respetuosos con la propiedad intelectual de terceros.
En 2011, Leader Summaries recibió el premio al producto más innovador del año otorgado por AEFOL en el marco de la feria Expoelearning, que reúne a los profesionales más destacados del sector de la formación académica y corporativa en España y América Latina.
En 2019, Leader Sumaries fue adquirida por Euge Oller y su socio. Leader Sumaries pasó a ser propiedad de EmprendeAprendiendo. La venta se conformo de un acuerdo de 650.000 euros.
En 2020, hubo una reestructuración empresarial en Emprende Aprendiendo, la empresa propietaria de Leader Summaries cuando Euge Oller y varios de sus socios crearon una organización matriz llamada Grupo Helix, la cual incluía a empresas como Emprende Aprendiendo (Propietaria de Leader Summaries, S.L.), la Escuela Nuevos Negocios y Trébol Digital.